# Попович Олександр Анатолійович
Олександр Анатолійович Попович (рум. Alexandru Popovici; 9 квітня 1977, Шаптебань, Ришканський район, Молдавська РСР, СРСР) — молдавський футболіст, нападник.

## Кар'єра
Вихованець київського республіканського вищого училища фізичної культури. У 1994 році зіграв два матчі за київський «Олімпік» в аматорському чемпіонаті України.
У 1994—1999 грав за молдавський «Тилігул» (Тирасполь), крім того в 1998 році на правах оренди провів 4 гри за німецький «Дуйсбург» у Бундеслізі.
У 1999 році перейшов у російське «Динамо» (Москва), за який зіграв єдиний матч 3 квітня, після чого наступні півтора сезони провів у «Торпедо-ЗІЛ» у другому за рівнем російському дивізіоні.
У 2001 році зіграв 6 ігор у складі південнокорейського клубу «Соннам Ільва Чунма», вигравши національний чемпіонат, після чого у першій половині 2002 року зіграв два матчі за молдавський «Конструкторул» (Чобручі).
У 2002—2008 роках грав в Вищій лізі України в клубах «Дніпро», «Кривбас» та «Зорю», проте основним гравцем був лише у криворізькій команді, де грав на правах оренди.
У 2008—2009 роках зіграв 9 матчів за «Тилигул-Тірас», з якого тричі віддавався в оренду — в «Дачію» (2008), азербайджанський «Сімург» та «Динамо» (Бендери).
З початку 2010 року і до літа 2011 року грав за «Іскру-Сталь», вигравши з нею Кубок Молдови, а у другій половині 2011 року представляв узбецький «Андижан».
У 2012 році остаточно повернувся на батьківщину, де грав у складі «Тирасполя», вигравши з ним Кубок Молдови.
У сезоні 2014/15 виступав за «Саксан», після чого перейшов у клуб «Академія УТМ», проте вже в листопаді 2015 року покинув «академіків» і тривалий час залишався вільним агентом.
Влітку 2016 року став гравцем «Динамо-Авто» (Тирасполь).

## Збірна
У 1996—2005 роках провів 21 матч за збірну Молдови, забив три м'ячі.

### Голи
| Голи за збірну | Голи за збірну | Голи за збірну   | Голи за збірну | Голи за збірну | Голи за збірну | Голи за збірну                       |
| #              | Дата           | Місце            | Суперник       | Рахунок        | Результат      | Турнір                               |
| -------------- | -------------- | ---------------- | -------------- | -------------- | -------------- | ------------------------------------ |
| 1              | 9 квітня 1996  | Кишинів, Молдова | Україна        | 2–2            | 2–2            | Товариський матч                     |
| 2              | 2 лютого 2000  | Ларнака, Кіпр    | Вірменія       | 1–1            | 1–2            | Кубок Кіпрської футбольної асоціації |
| 3              | 6 лютого 2000  | Ларнака, Кіпр    | Словаччина     | 2–0            | 2–0            | Кубок Кіпрської футбольної асоціації |

## Досягнення
- Чемпіон Південної Кореї: 2001
- Срібний призер чемпіонату Молдови (6): 1994/95, 1995/96, 1997/98, 2008/09, 2009/10, 2013/14
- Бронзовий призер чемпіонату Молдови (2): 1996/97, 2012/13
- Бронзовий призер чемпіонату України: 2003/04
- Володар Кубка Молдови (3): 1994/95, 2010/11, 2012/13